# Moriyasu Hajime
Moriyasu Hajime (森保 一 (Sâm-Bảo Nhất) sinh ngày 23 tháng 8 năm 1968) là một cựu cầu thủ bóng đá người Nhật, hiện đang là huấn luyện viên trưởng của Đội tuyển bóng đá quốc gia Nhật Bản.

## Sự nghiệp cầu thủ
| Đội tuyển bóng đá Nhật Bản | Đội tuyển bóng đá Nhật Bản | Đội tuyển bóng đá Nhật Bản |
| Năm                        | Trận                       | Bàn                        |
| -------------------------- | -------------------------- | -------------------------- |
| 1992                       | 7                          | 0                          |
| 1993                       | 15                         | 0                          |
| 1994                       | 4                          | 0                          |
| 1995                       | 6                          | 0                          |
| 1996                       | 3                          | 1                          |
| Tổng cộng                  | 35                         | 1                          |